# Gustavo Fajardo
Gustavo Nelson Fajardo Bustamante (Aiguá, 22 de agosto de 1962) es un militar retirado uruguayo, general del Ejército Nacional. Entre el 1 de febrero de 2021 y el 7 de abril de 2022 se desempeñó como Jefe del Estado Mayor de la Defensa (ESMADE).

## Biografía
Nació el 22 de agosto de 1962, en Aiguá, Departamento de Maldonado. Es hermano de Arturo Fajardo, obispo de Salto desde 2020.

### Formación
Egresó de la Escuela Militar como Alférez del Arma de Caballería el 21 de diciembre de 1982. Asimismo, cursó la Licenciatura en Ciencia Política en la Universidad de la República.

## Trayectoria
Durante su carrera como Oficial del Ejército prestó servicios en los regimientos de Caballería Blindando Nº 8 y Mecanizado Nº 5 y Nº 9, el puesto de Comandante de Escuadrón de Tanques y Escuadrón Mecanizado de Reconocimiento; mientras que en los Regimientos de Caballería Mecanizado Nº 7 y Blindando Nº 8, se desempeñó como Comandante de sección. Fue Segundo Jefe del Regimiento "Patria" de Caballería Blindando Nº 8, Jefe del Destacamento Aceguá y Oficial de Operaciones e Instrucción del Regimiento, y Comandante de la Brigada de Caballería Nº 3.
En 2002 se desempeñó como observador militar en la misión de la República Democrática del Congo bajo el mandato de la Organización de las Naciones Unidas, mientras que en 2012 formó parte de la presente en Costa de Marfil.
Fue Director del Instituto Militar de la Armas y Especialidades (IMAE) entre 2015 y 2016. Un año después asumió como Comandante de la Reserva General del Ejército.
En 2017 presidió el tribunal de honor que juzgó a José Nino Gavazzo. El entonces presidente de la República, Tabaré Vázquez pidió la aprobación del Senado para promover su pase a retiro obligatorio. Finalmente, la propuesta no prosperó debido a que se necesitaba 3/5 de los votos, es decir, 18; sin embargo, solo se registraron 16 a favor.
En el año 2018 sucedió al General Julio Macías en el cargo de Comandante de la División de Ejército IV, que abarca los departamentos de Cerro Largo, Lavalleja, Maldonado, Rocha y Treinta y Tres. Permaneció en el cargo hasta el 2019, cuando fue sucedido por Luis E. González.
Entre el 2 de marzo y 15 de octubre de 2020, como agregado militar se desempeñó como Jefe de la Misión de las Fuerzas Armadas en la Embajada de la República Oriental del Uruguay en los Estados Unidos, como jefe de la delegación uruguaya ante la Junta Interamericana de Defensa y como asesor de la Representación Permanente de Uruguay ante la Organización de los Estados Americanos.
El 4 de noviembre de 2020 se llevó a cabo su ceremonia de toma de posesión como Director del Sistema de Enseñanza del Ejército y director general del Instituto Militar de Estudios Superiores (IMES), en sucesión de Ricardo Fernández. El 7 de enero de 2021, el Ministerio de Defensa Nacional anunció la designación de Fajardo como Jefe del Estado Mayor de la Defensa (ESMADE), en sustitución del General Marcelo Montaner, que pasaría a retiro obligatorio a partir del febrero siguiente. Asumió el 1 de febrero, en una ceremonia que contó con la presencia del presidente de la República, Luis Lacalle Pou, y el ministro de Defensa, Javier García.
El 26 de febrero de 2022, el Ministerio de Defensa Nacional anunció que Fajardo había solicitado el pase a retiro por "razones personales".

## Condecoraciones
- ː Medalla al Mérito Lanceiros de Osorio del Ejército de la República Federativa del Brasil (05/05/2018)[3]
- ː Medalla del Ejército Brasileiro (03/05/2019)[3]
- ː Insignia, gemelos y el pin del Comando Sur de Estados Unidos (17/08/2021)[3]